# Georg Friedrich Brand
Georg Friedrich Brand (* 1798 in Biebelnheim; † 28. Januar 1874 ebenda) war ein hessischer Politiker und ehemaliger Abgeordneter der 2. Kammer der Landstände des Großherzogtums Hessen.

## Familie
Georg Friedrich Brand war der Sohn des Landwirts Wilhelm Brand und dessen Frau Katharina geborene Finkenauer. Georg Friedrich Brand, der evangelischen Glaubens war, heiratete in erster Ehe Eva Katharina geborene Bauer und in zweiter Ehe Anna Maria geborene Baum. Er war Bürgermeister seiner Heimatgemeinde Biebelnheim.
In der 15. und 16. Wahlperiode (1856–1862) war Georg Friedrich Brand Abgeordneter der zweiten Kammer der Landstände des Großherzogtums Hessen. In den Landständen vertrat er den Wahlbezirk Rheinhessen 6/Wörrstadt.